# 立石新吉
立石 新吉（たていし しんきち、1894年（明治27）1月 - 1977年（昭和52）10月31日）は、日本の動物学者。

## 経歴
1894年、長崎県北松浦郡南田平村（現・平戸市）生まれ。1914年（大正3）、長崎師範学校を卒業した。
1919年より滋賀県立大津高等女学校（現・滋賀県立大津高等学校）、翌1920年より愛媛県宇和島中学（現・愛媛県立宇和島東高等学校）で教職に就いた。1923年、県立愛知医科大学（現・名古屋大学）助教授となった。1930年から台北帝国大学理農学部動物学教室（比較形態学・哺乳動物学）に助教授として奉職。「もと台湾の台北大学の青木文一郎教授の下にあって研究をされた立石新吉博士（現長崎大学教授）は哺乳類や昆虫類の染色体の研究（1931-）において独自の境地を開いた。」1944年5月、学位論文『鼠類の性染色体』を台北帝国大学に提出して理学博士を取得した。
戦後
1949年8月8日に台湾北部の基隆に入港した日本丸で、息子の立石昭三、その妻（台湾総督府鉄道部部長速水和彦の姪）、速水和彦らと帰国。帰国後、長崎水産大学教授となった。1936年の「東亜蜘蛛学会趣意書」（日本蜘蛛学会の前身）では、「発企人名簿」の中に、高島春雄、岸田久吉、吉倉眞らにならんで立石新吉の名前もある。1957年2月～1959年1月、長崎大学水産学部第5代学部長。1977年10月31日逝去（2005年10月19日に、10月の逝去者として10月31日逝去の「ヨハネ立石新吉」の逝去者記念聖餐式がとりおこなわれた）。

## 受賞・栄典
- 従六位

## 研究内容・業績
齧歯目の研究で知られている。
ジュゴンの解剖
釜野啓 東京人形倶楽部あかさたな漫筆より。
ジュゴンの『解剖は（青木文一郎教授以下）青木教室の立石新吉（助教授）、田中亮、古畑北雄の他、平坂教室（平坂恭介教授1887-1965)）の原田五十吉・川口四郎ら、台湾博物館の面々、台北市動物園、第二師範からも助勢があり、正味６時間に渡って行われた。』『 「儒艮の解體所見」(挿圖３，圖版８)は「科學の臺灣」第６巻第５号(昭和13年11月20日、臺灣博物館協會)に発表された。この号は「儒艮特別號」と題され、表紙にはジュゴンの骨格、裏表紙にはトレス海峡のジュゴンが彫刻された真珠貝の写真をあしらっている。』

## 著作
著書
- 青木文一郎; 立石新吉, 臺灣總督府内務局, ed., 天然紀念物調査報告, 台北: 臺灣總督府内務局

論文
- 国立情報学研究所収録論文 国立情報学研究所
- 立石新吉 (1965), “金子一狼先生の印象あれこれ”, 鴻洋 (長崎: 長崎大学水産学部学友会) (7):  10-14

## 資料
- 日僑学校在台大温州街台大校史漫談部落格(古写真)